# Kradibia sumatrana
Kradibia sumatrana is een vliesvleugelig insect uit de familie vijgenwespen (Agaonidae). De wetenschappelijke naam is voor het eerst geldig gepubliceerd in 1926 door Grandi.